# Giải SDFCS cho nữ diễn viên chính xuất sắc nhất

Giải SDFCS cho nữ diễn viên chính xuất sắc nhất là một trong các giải của SDFCS dành cho nữ diễn viên đóng vai chính trong một phim, được bầu chọn là xuất sắc nhất. Giải này được lập từ năm 1996.

## Các người đoạt giải

### Thập niên 1990
| Năm  | Diễn viên         | Phim            | Vai diễn                 |
| ---- | ----------------- | --------------- | ------------------------ |
| 1996 | Frances McDormand | Fargo           | Marge Olmstead-Gunderson |
| 1997 | Bai Ling          | Red Corner      | Shen Yuelin              |
| 1998 | Susan Sarandon    | Stepmom         | Jackie Harrison          |
| 1999 | Annette Bening    | American Beauty | Carolyn Burnham          |

### Thập niên 2000
| Năm  | Diễn viên       | Phim                | Vai diễn                  |
| ---- | --------------- | ------------------- | ------------------------- |
| 2000 | Laura Linney    | You Can Count on Me | Samantha "Sammy" Prescott |
| 2000 | Julia Roberts   | Erin Brockovich     | Erin Brockovich           |
| 2001 | Thora Birch     | Ghost World         | Enid                      |
| 2003 | Julianne Moore  | Far from Heaven     | Cathy Whitaker            |
| 2003 | Naomi Watts     | 21 Grams            | Cristina Peck             |
| 2004 | Imelda Staunton | Vera Drake          | Vera Drake                |
| 2005 | Joan Allen      | The Upside of Anger | Terry Wolfmeyer           |
| 2006 | Helen Mirren    | The Queen           | Queen Elizabeth II        |
| 2007 | Julie Christie  | Away from Her       | Fiona Anderson            |
| 2008 | Kate Winslet    | The Reader          | Hanna Schmitz             |

Bản mẫu:SDFCS Awards Chron